# ビッグ (不動産会社)
株式会社ビッグは、札幌市中央区に本社を置く不動産会社。

## 概要
札幌地区での賃貸不動産仲介業務が、主力業務である。賃貸仲介業務での件数が、2009年では、全国9位になっている。
札幌地区の最大の賃貸物件情報を取り揃えた検索サイト「けんさくん」を運営している。空室数も4万室ぐらいが掲載されていて、札幌地区の空室の85％を占めているとされる。
札幌地区の37店にとどまらず、江別地区に2店、岩見沢地区に1店、旭川地区に3店、釧路地区に2店、函館地区に1店、小樽地区に1店、苫小牧地区に1店、東京地区に4店、大阪地区に1店、福岡地区に1店、フランチャイズも含めた事業所がある。

## 事業内容
- 不動産関連情報システムの開発・販売
- 不動産情報検索サイトの運営
- 賃貸・売買不動産の仲介業務
- 不動産の管理業務
- 賃貸不動産情報検索システムの開発・販売
- 不動産の賃貸業
- 不動産の営繕
- 保険代理店業
- その他不動産にかかわる業務全般

## ビッググループ企業
- 株式会社ヒッグサービス
- 株式会社ビッグシステム
- 株式会社マイクロネット
- 株式会社バイオエコーネット
- 株式会社ムラカミ商会
- 株式会社アクティブ